# Guanciale
Le guanciale (prononcé [ɡwanˈtʃale]) est une spécialité culinaire italienne. Il s'agit d'un morceau de viande séchée non fumée issue des joues ou des bajoues du cochon. Son nom provient de guancia (“joue” en italien).

## Description

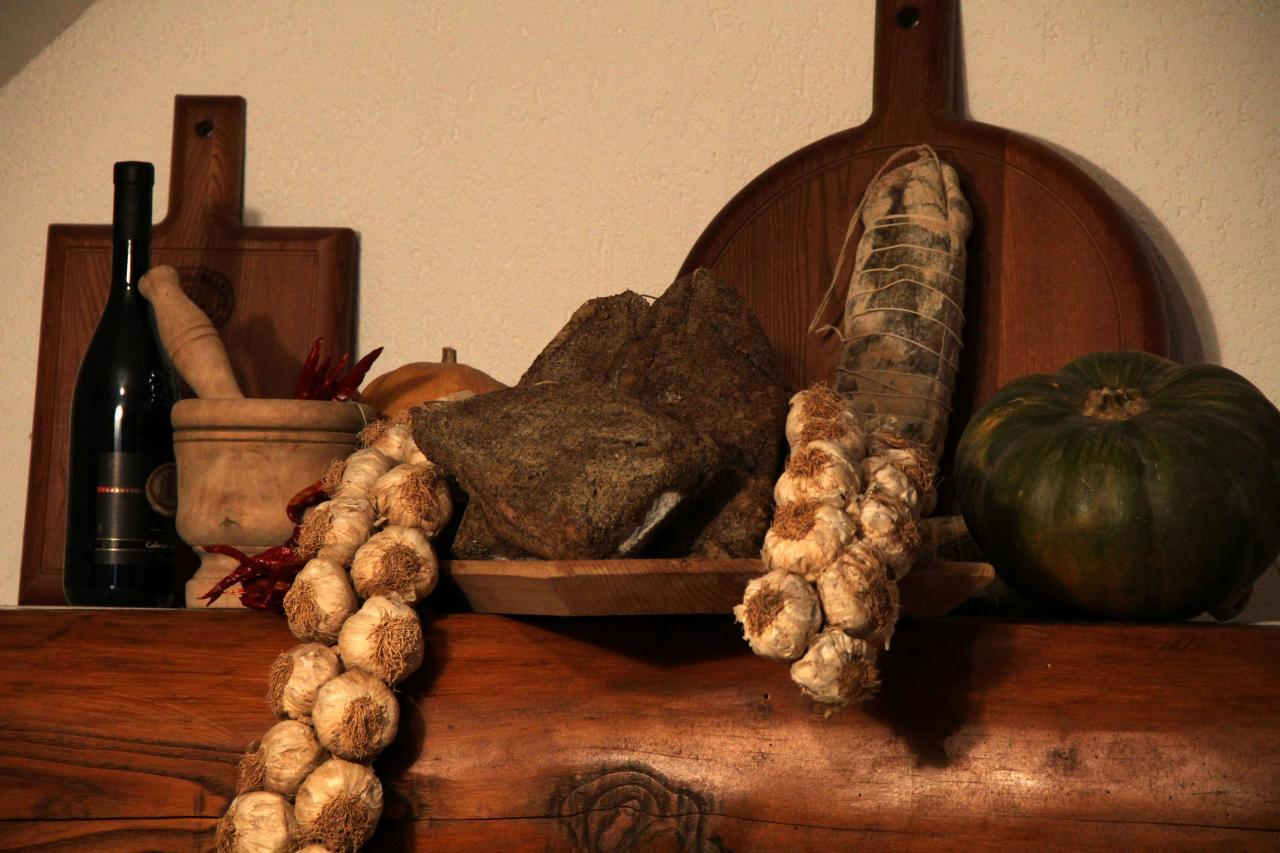
Nature morte : guanciale de Norcia entre deux tresses d'aulx.

Le guanciale est un morceau de viande séchée parcouru de veinures maigres (muscle) comportant du gras de qualité supérieure, qui se différencie du lard (gras du dos) et de la pancetta (gras du ventre). La consistance est plus dure et délicate que celle de la pancetta et le goût est plus fort et plus caractéristique.
Le guanciale est préparé en frottant la joue de cochon avec du sel, du sucre et des épices, typiquement du poivre noir ou rouge et du thym ou du fenouil et parfois de l'ail. Il est ensuite mis à sécher pendant trois semaines.

## Variantes
Le guanciale est reconnu comme produit traditionnel par le ministère des Politiques agricoles, alimentaires et forestières.
On rencontre le guanciale un peu partout en Italie. Dans les Abruzzes, on trouve le guanciale amatriciano. Dans le Latium, il y a le guanciale des monts Lépins au cochon noir. En Molise, il s'appelle vrucculare ou vrucculeare. En Toscane, il s'appelle barbina et barbozzo en Ombrie.

## Utilisation
Le guanciale entre traditionnellement dans la préparation de nombreuses sauces. On peut ainsi l'utiliser pour des plats comme les pâtes à l'amatriciana et les spaghetti alla carbonara. Il est considéré comme un plat raffiné en Italie centrale, particulièrement en Ombrie et dans le Latium.
La pancetta n'est normalement pas fumée non plus et peut être utilisée comme substitut au guanciale quand celui-ci n'est pas disponible.